# Rothorn (Visperterminen)
Pour les articles homonymes, voir Rothorn.
Le Rothorn est un sommet des Alpes valaisannes, en Suisse, situé à Visperterminen, dans le canton du Valais, qui culmine à 2 337 m d'altitude.
Situé à 1 km au sud de la vallée du Rhône, au nord de l'Ochseehorn, il domine à l'ouest la vallée de Viège.